# Rosalind Chao
Rosalind Chao (Anaheim, 23 september 1957) is een Chinees-Amerikaans actrice.

## Korte biografie
Rosalind's ouders waren amateurzangers in het Peking opera-genre. Zijzelf speelde hierin als kind diverse kleine rollen. Op haar zevende speelde ze in haar eerste reclamespotje. Nadat ze was afgestudeerd aan het Pomona College in Los Angeles begon ze met acteren in televisieseries en films. Ze is vooral bekend van haar rol in de Star Trek televisieseries Star Trek: The Next Generation en Star Trek: Deep Space Nine, waarin ze de Japanse Keiko Ishikawa (later Keiko O'Brien) speelt.

## Filmografie
- 1970 - Here's Lucy
- 1972 - Anna and the King (televisieserie) als Prinses Serena
- 1973 - Kung Fu als Danseres
- 1976 - P.J. and the President's Son (televisiefilm) als Dochter van de ambassadeur
- 1978 - The Incredible Hulk: Married (televisieserie) als Receptioniste
- 1979 - Spider-Man: The Dragon's Challenge (televisiefilm)
- 1979 - The Ultimate Impostor (televisiefilm) als Lai-Ping
- 1979 - Mysterious Island of Beautiful Women (televisiefilm) als Flower
- 1980 - The Big Brawl als Mae
- 1981 - The Harlem Globetrotters on Gilligan's Island (televisiefilm) als Hotel receptioniste
- 1981 - An Eye for an Eye als Linda Chan
- 1981 - Twirl (televisiefilm) als Kim King
- 1982 - Moonlight (televisiefilm) als Daphne Wu
- 1983 - The Terry Fox Story (televisiefilm) als Rika Noda
- 1983 - After MASH (televisieserie) als Soon-Lee Klinger
- 1983 - Going Berserk als Kung Fu Girl
- 1986 - Ein Chinese sucht seinen Mörder
- 1986 - Jack & Mike (televisiefilm)
- 1987 - Slam Dance als Mrs. Bell
- 1988 - White Ghost als Thi Hau
- 1988 - Shooter (televisiefilm) als Lan
- 1990 - Denial als Terry
- 1990 - Drug Wars: The Camarena Story (televisieserie) als Thanh Steinmetz
- 1990 - Last Flight Out (televisiefilm) als Tra Duong
- 1991 - Thousand Pieces of Gold als Lalu
- 1991-1992 - Star Trek: The Next Generation als Keiko O'Brien
- 1992 - Memoirs of an Invisible Man als Cathy DiTolla
- 1992 - Intruders (televisiefilm)
- 1993 - The Joy Luck Club als Rose Hsu Jordan
- 1993-1999 - Star Trek: Deep Space Nine als Keiko O'Brien
- 1994 - Web of Deception (televisiefilm) als Dr. Sheila Prosser
- 1994 - North als Chinese Moeder
- 1994 - Love Affair als Lee
- 1996 - Special Report: Journey to Mars (televisiefilm) als Dr. Lin Yo Yu
- 1996 - To Love, Honor, and Deceive (televisiefilm) als Sydney's vriendin
- 1997 - The End of Violence als Claire
- 1998 - What Dreams May Come als Leona
- 1999 - ER (televisieserie) als Dr. Theresa Chow
- 2000 - Enemies of Laughter als Carla
- 2001 - The Man from Elysian Fields als Vrouwelijke klant
- 2001 - Three Blind Mice (televisiefilm) als Li Mei Chen
- 2001 - I Am Sam als Lily
- 2002 - Impostor - als Nieuwslezeres
- 2002 - Dharma & Greg (televisieserie) als Patricia
- 2003 - Freaky Friday  als Pei-Pei
- 2003 - The O.C. (televisieserie) als Dr. Kim
- 2003 - Inhabited als Ms. Montane
- 2003 - 10-8: Officers on Duty (televisieserie) als Lt. Maggie Chen
- 2005 - Life of the Party als Mei Lin
- 2005 - Just Like Heaven als Fran
- 2005 - Six Feet Under (televisieserie) als Cindy
- 2006 - W.I.T.C.H. (televisieserie) als Joan Lin, Mandy
- 2025 - Freakier Friday als Pei-Pei

## Prijzen
- 1991 - Western Heritage Awards - Bronze Wrangler voor Thousand Pieces of Gold